# Wolfgang von Graben

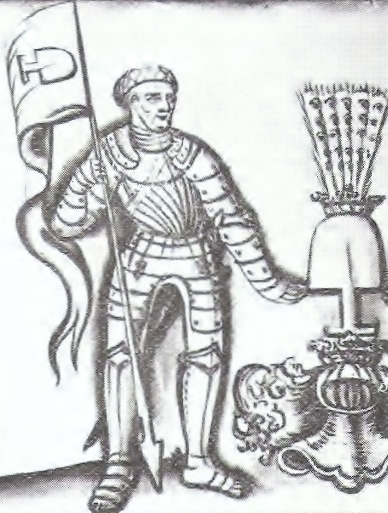
Wolfgang von Graben

Wolfgang von Graben, Herr von Graben, Kornberg, Marburg, Radkersburg,  Neudenstein, Weinberg,  Burggraf auf Saldenhofen; slowenisch Wolfgang Grabenski, (* im 15. Jahrhundert auf Schloss Kornberg; † 11. Dezember 1521 ebenda), war ein österreichischer Edelmann sowie kaiserlicher Amtsmann und Burggraf in den Herzogtümern Steiermark und Krain. Wolfgang von Graben fungierte auch als militärischen Hauptmann des Heiligen Römischen Kaisers Friedrich III. von Österreich und als Berater des Kaisers Maximilian I. von Österreich. 

## Biografie

### Junge Jahre
Wolfgang entstammte dem krainischen edelfreien Uradelsgeschlecht Von Graben aus dem Haus der Meinhardiner. Seine Eltern waren Ulrich III. von Graben und Agnes Närringer. Der Genealoge Gabriel Bucelin betitelt Ulrich III. in seinem Werk „Germania topo-chrono-stemmato-graphica sacra et prophana“ als Baron. Es ist aber keine Erhebung Von Grabens in den (Frei)Herrenstand bekannt. Wolfgang hatte in Andree und Wilhelm zwei ältere Brüder sowie in Virgil von Graben einen Cousin.
Erstmals genannt wurde Wolfgang im Jahre 1470, als er das Erbe des Jörg II. Steinwald angetreten ist. Dieses Erbe beinhaltete Stubenbergisches Lehen, welches sich auf über 30 verschiedenen Güter im steirischen Raum verteilte.

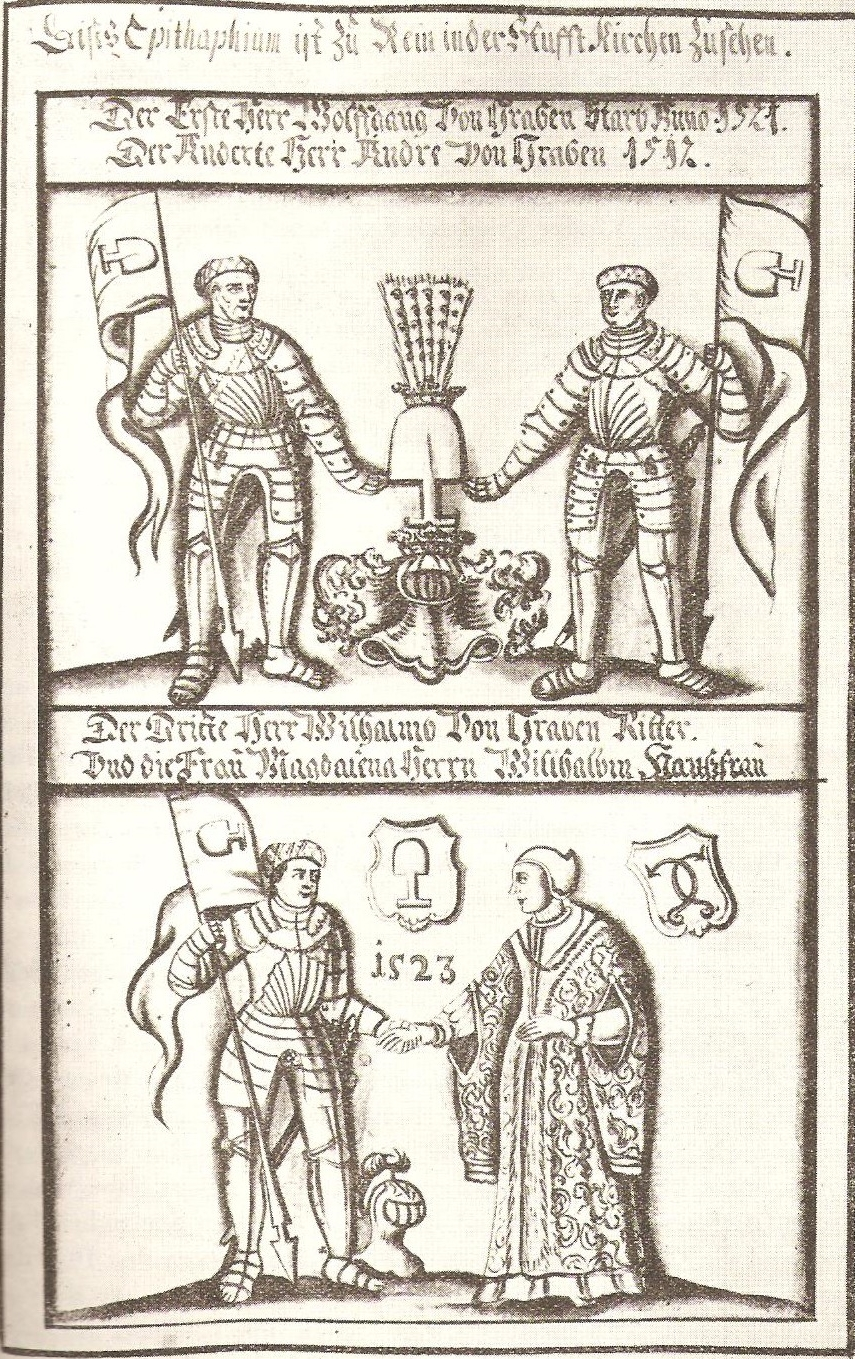
Die Brüder Wolfgang, Andree und Wilhelm von Graben sowie dessen Ehefrau Magdalena von Stubenberg

### Familie (De) Graeff
1476 [als auch 1483] wird Wolfgang in Holland vermeldet, wohin er gemeinsam mit seinem Sohn Peter von Graben (* 1450 oder frühe 1460er Jahre) im Gefolge von Erzherzog Maximilian von Österreich [dem nachmaligen Kaiser] gelangte, welches jener mittels der Ehe mit Maria von Burgund erworben hatte. Als Peters Mutter wird Margarethe von Croppenstein vermeldet, was aber nicht stimmig sein kann, da jene zwar als Ehegattin eines Wolfgang von Graben Erwähnung findet, aber erst im 16. Jahrhundert, was somit auf einen späteren Wolfgang von Graben zutrifft. Wolfgang trat in den Kriegsdienst ein und wurde dem Erzherzog zugeteilt. Peter vermählte sich in Holland und nahm den Namen (Pieter) de Graeff (oder De Graaff) an, woraus das Geschlecht Graeff/De Graeff seine Abstammung bezieht. Dessen darin angenommener Sohn Pieter Graeff ist der erste bekannte Wappenträger des Graeffschen/Grabenschen (Stamm)Wappen mit dem silbernen Spaten auf rotem Grund und den silbernen Schwan des Waterlandes [von den De Grebber] auf blauem Grund. Das niederländische Nieuw Nederlandsch Biographisch Woordenboek ist sich dieser Abstammung unsicher. Das Geschlecht De Graeff führt noch heutzutage das Graben-Wappen in dem ihrigen. 1677 verlieh Kaiser Leopold I. dem Amsterdamer Regenten Andries de Graeff und dessen Sohn Cornelis den österreichischen Reichsritterstand. Trotz seiner ausgewiesenen Gattin und seinem Sohn ist es aber nicht eindeutig bestätigt, ob Von Graben verheiratet war, und ob er dadurch eheliche Nachkommen hatte.

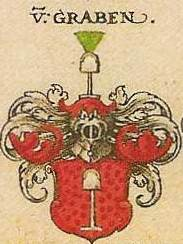
Wappen Von Graben zu Kornberg
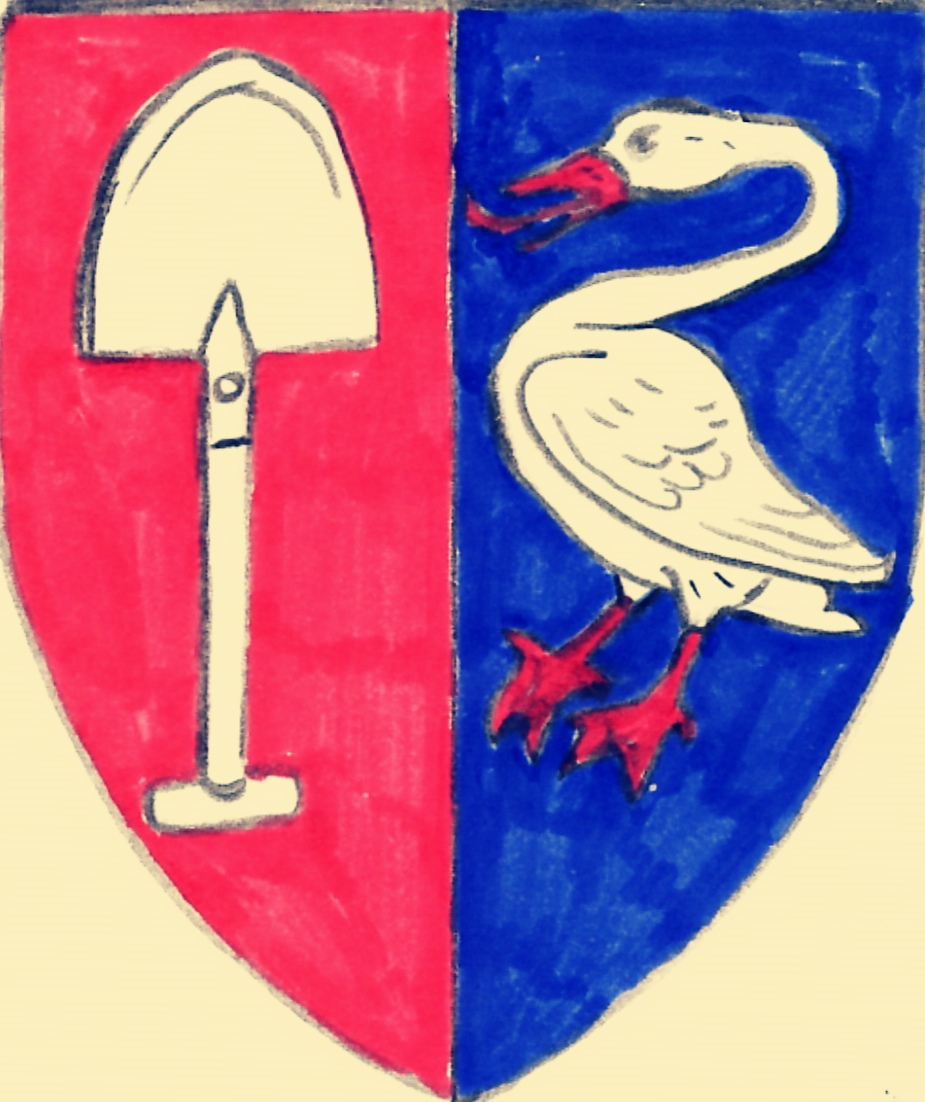
Stammwappen (De) Graeff

Im Jahr 2013 wurde der weltweit tätige Familienverband Gräff-Graeff e. V. als eingetragener Verein in Österreich gegründet. Der Familienverband dient dem Kennenlernen, der Kommunikation, dem Gedankenaustausch, der Forschung und der Zusammenführung der Graeff'schen Familien, angebliche und behauptete natürliche Nachkommen des österreichischen Adeligen Wolfgang von Graben. Der Familienverband verfügt über mehrere Ländervertretungen und hat ungefähr 150 Mitglieder.

### Herrschaftsbesitzer und kaiserlicher Verwalter

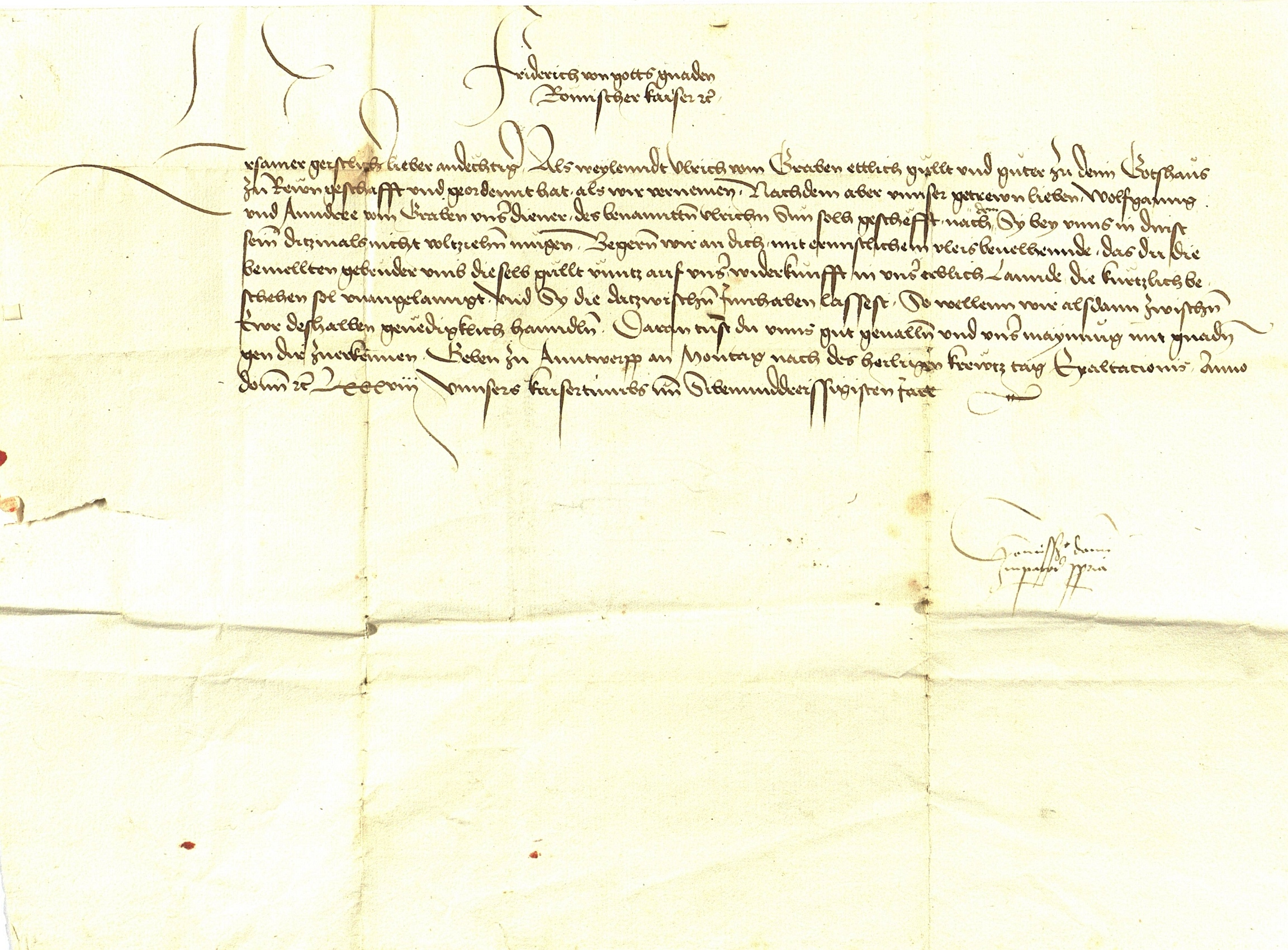
Kaiser Friedrich III. ersucht den Reiner Abt Wolfgang Schrötl im Jahre 1488 um Rückstellung der von Ulrich III. von Graben dem Kloster Rein gewidmeten Güter, da dessen Söhne Wolfgang und Andree von Graben diese Schenkung beeinsprucht haben

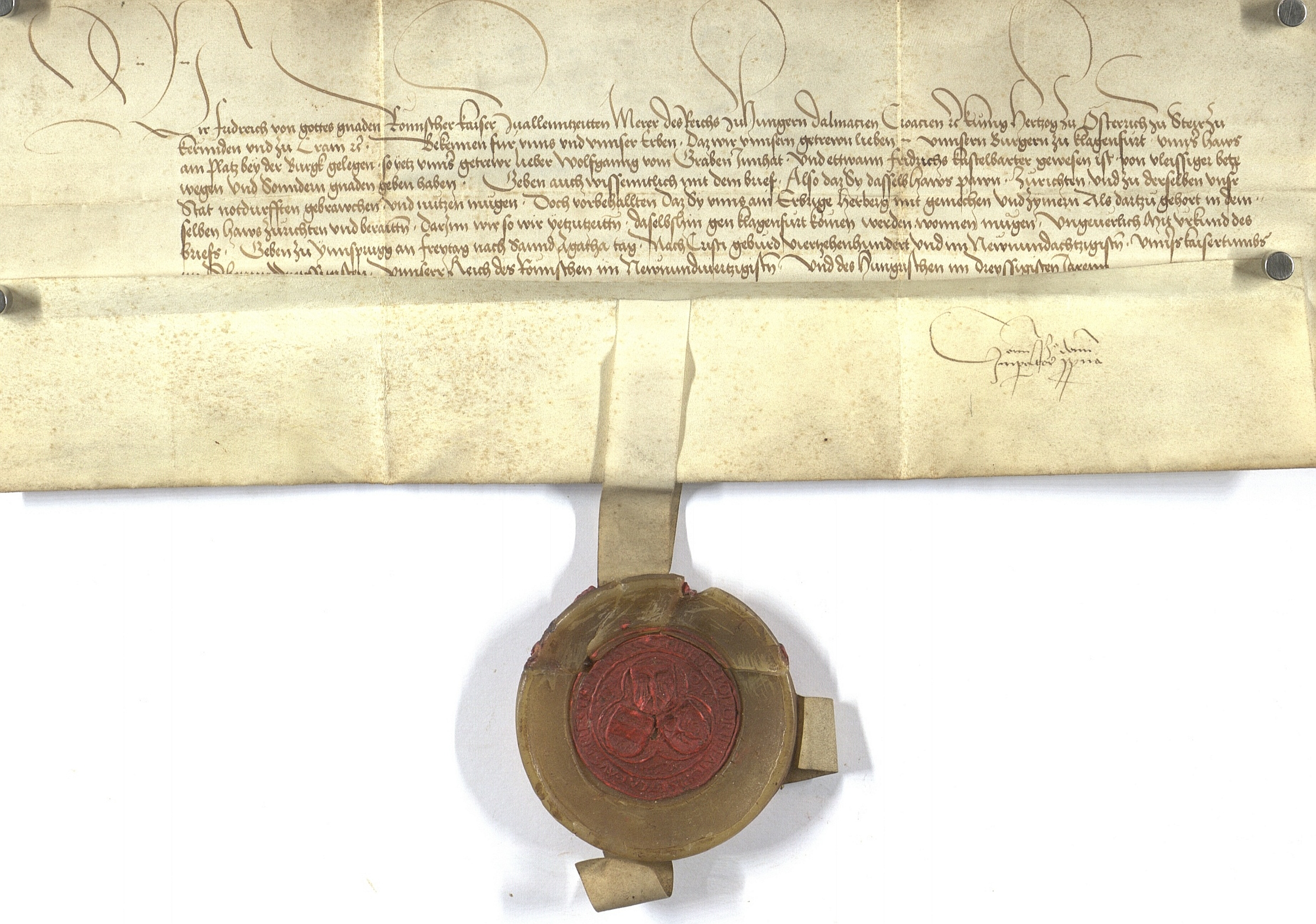
Kaiser Friedrich III. schenkt 1489 den Bürgern von Klagenfurt sein Haus, am Platz bei der Burg gelegen, das Wolfgang von Graben innehat

Als Wolfgang von Graben um 1485 nach Österreich zurückkehrte, wurde er einer der Hauptkapitäne Friedrichs III. im Krieg gegen Matthias Corvinus. 1489 erbte Wolfgang von Graben von seinem Vater Kornberg sowie die bedeutende Herrschaft Marburg (mit der Obermarburg), das Amt und das Stadtschloss in Marburg an der Drau, welche er bis mindestens 1516 innehatte. Im darauffolgenden Jahr suchte er um einen einjährigen Lehensurlaub an. Ihm wurden die seinem Vater und seinem Verwandten Georg Breuner verliehenen landesfürstlichen Lehen (aus der Fladnitzer Erbschaft), aus der Lehensherrschaft des Herzogtums Steiermark, aus der Lehensherrschaft der Herrschaft Riegersburg sowie die nach dem Tod des Michael Hafner erledigten Güter zu Paura, Leuttersdorf und Palsdorf verliehen. Im selben Jahr hatte Wolfgang von Kaiser Friedrich III. das Schloss Neudenstein in Pfandbesitz gehabt.
Im Jahre 1494 verhandelten Wolfgang und seine beiden Brüder Wilhelm und Andree mit dem römisch-deutschen König Maximilian I. über die Schätzsumme ihres Anteiles am Wald Glauning (Gemeinde St. Peter am Ottersbach) mitsamt Dörfern, Bauern und zweier Teiche, welche sie auf den pfandweisen Besitz der Herrschaft und der Burg Saldenhofen (heutiges Vuzenica in Slowenien) abschlossen. Im Jahre 1498 wurde Wolfgang als kaiserlicher Burggraf (Pfleger) auf Schloss Saldenhofen, samt Zubehör (wohl die Herrschaft Saldenhofen betreffend) und Burghut, genannt. Im Jahre 1500 löste er dem Kaiser für ein Darlehen an diesem das Schloss Weinburg aus. Er hat jenes bis in das Jahr 1509 inne, als Amt und Schloss Saldenhofen den Verwalter wechselten.
Wolfgang wurde im Jahre 1501 erstmals zum [kaiserlichen] Amtsmann von Radkersburg und Schlossherr von Schloss Oberradkersburg sowie von Tabor benannt. Weitere Ernennungen erfolgten u. a. im Jahre 1510. Diese Funktion dürfte Wolfgang bis zu seinem Tod im Jahre 1521 innegehabt haben. Ebenso hatte er das Amt Windischgrätz inne, in welchem ihm sein Bruder Andree im Jahre 1510 nachfolgte. 1509 wurde Von Graben Ratsherr von Kaiser Maximilian. Im Jahre 1510 erhielt Wolfgang, einstweilen auch kaiserlicher Ratsherr, für drei Jahre den Bestandbesitz des Amtes Radkersburg übertragen.
Kurz vor seinem Tod trat er im Jahre 1520 samt seinen Brüdern Andree und Wilhelm von Graben in den Besitz des Stammschlosses Graben nahe Novo mesto. Wolfgang von Graben liegt im Familiengrab in der Stiftskirche zu Rein begraben.
Burgen, Schlösser und Herrschaftssitze:

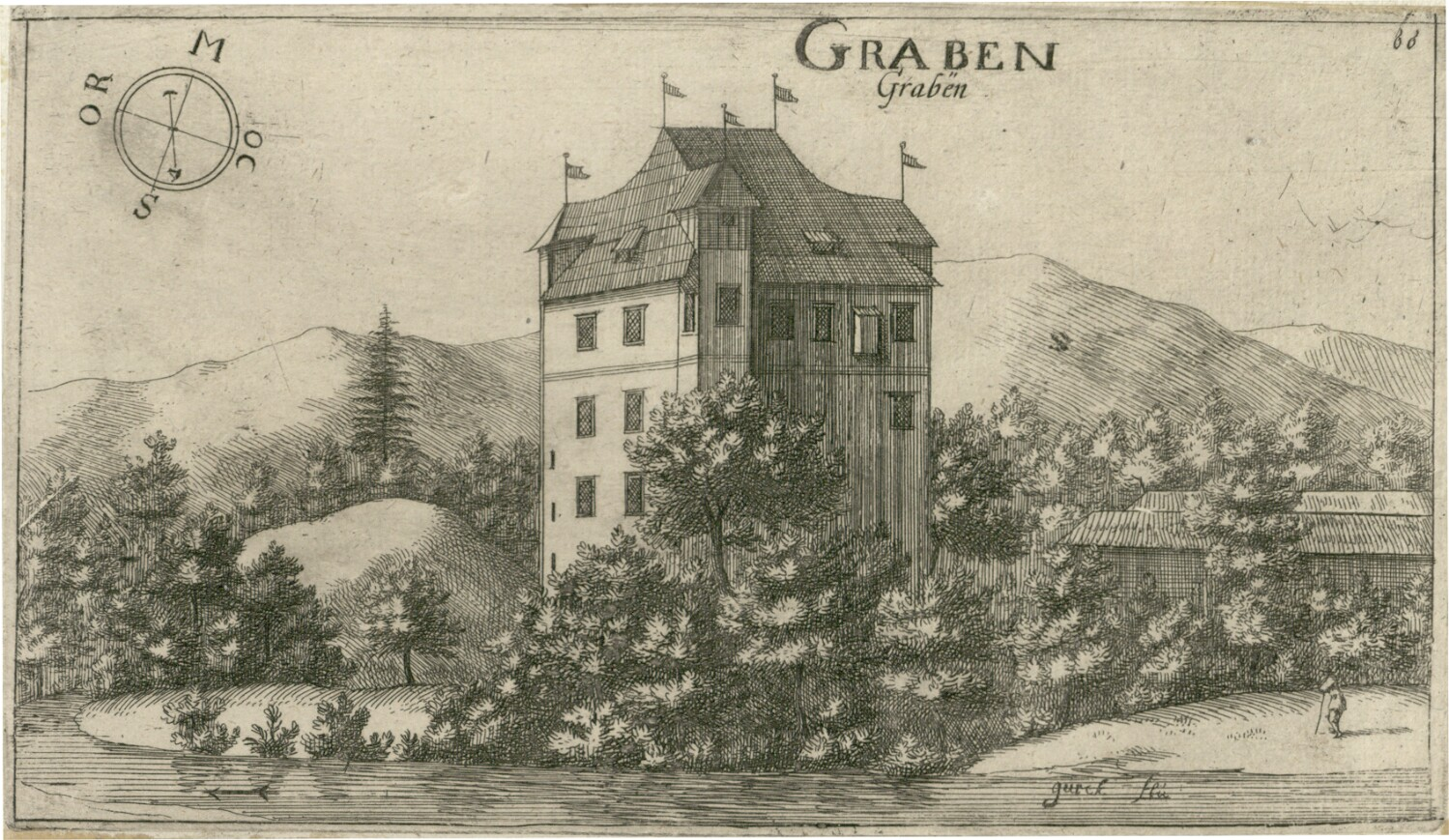
Das ehemalige Schloss Graben
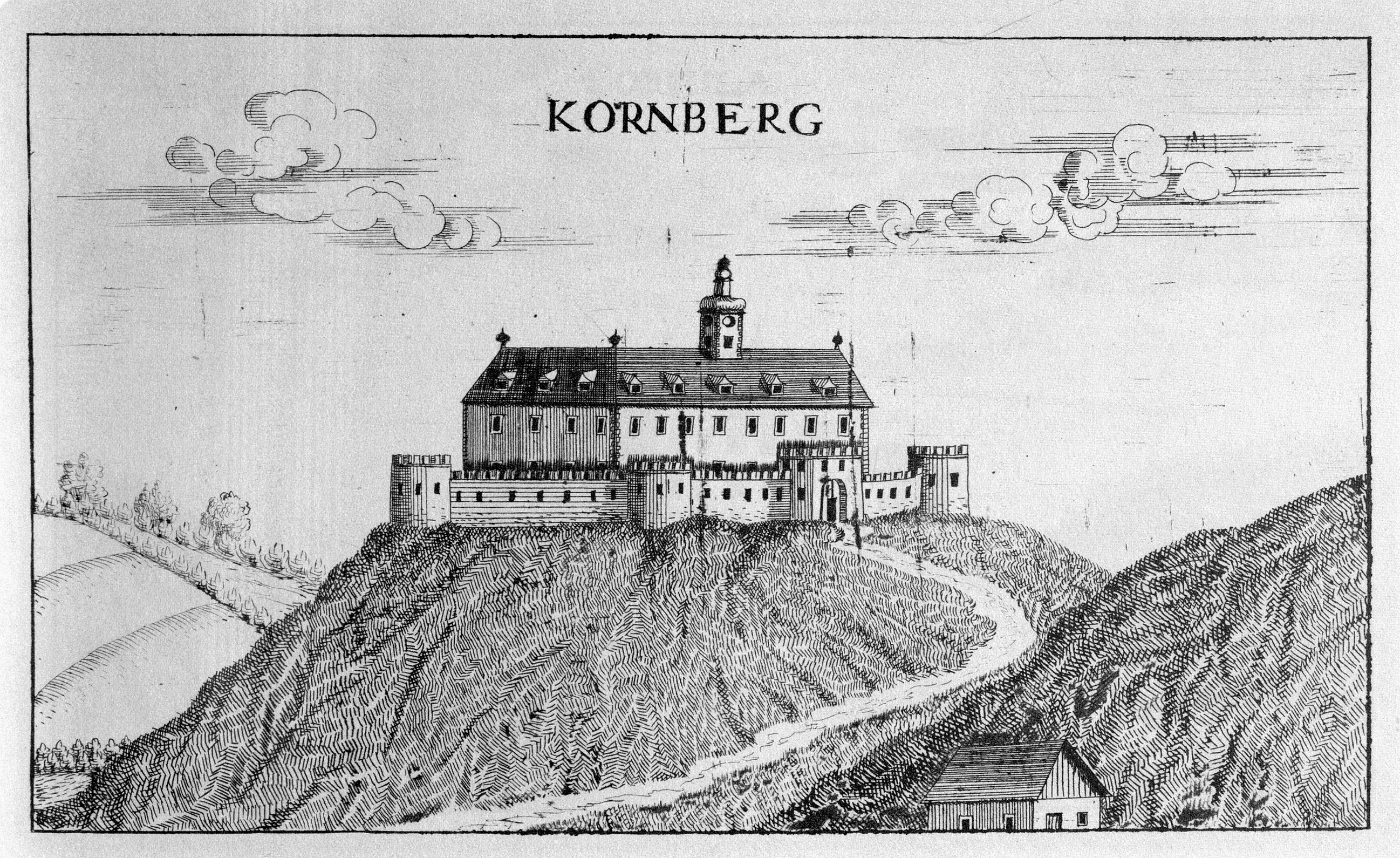
Schloss Kornberg
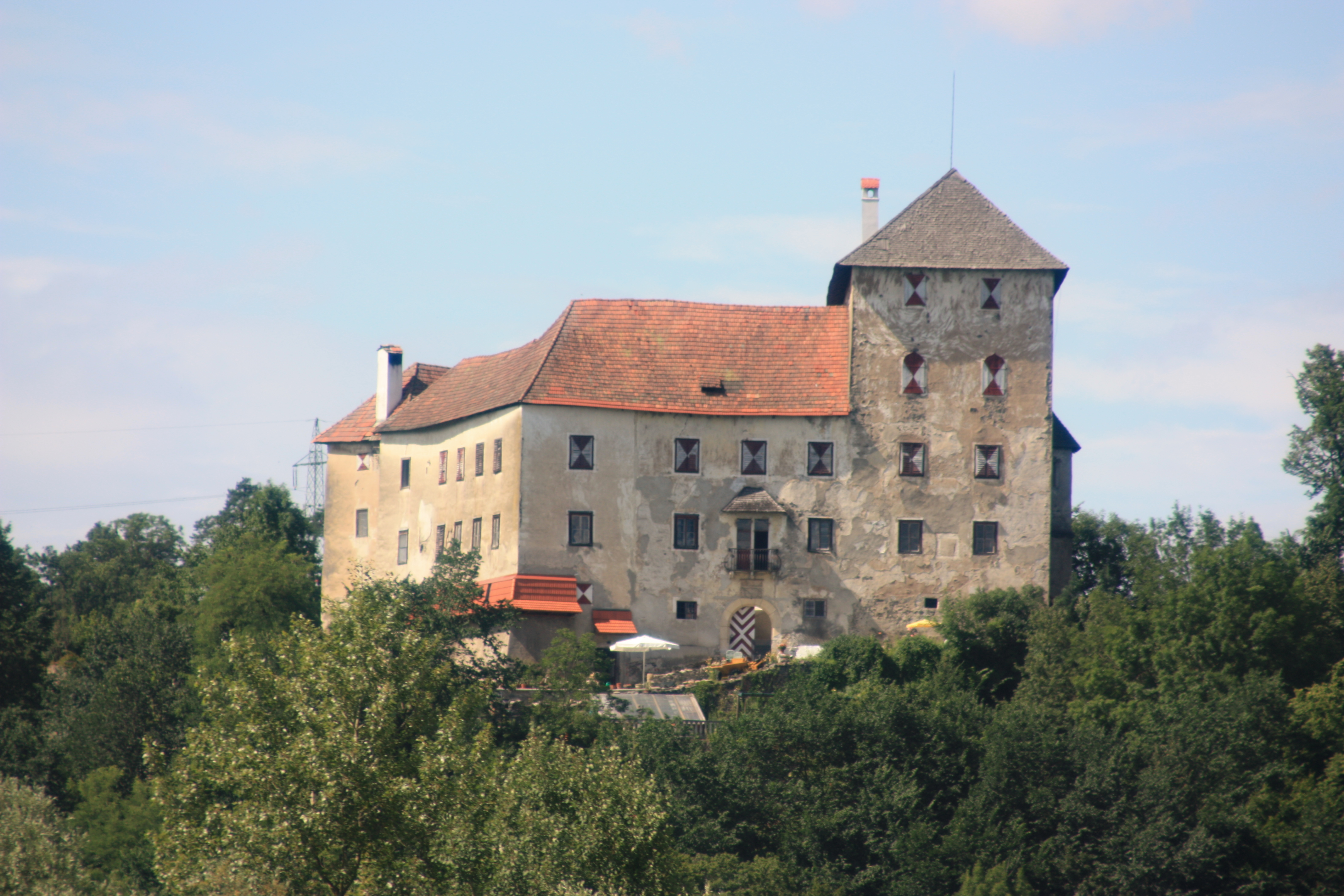
Schloss Neudenstein
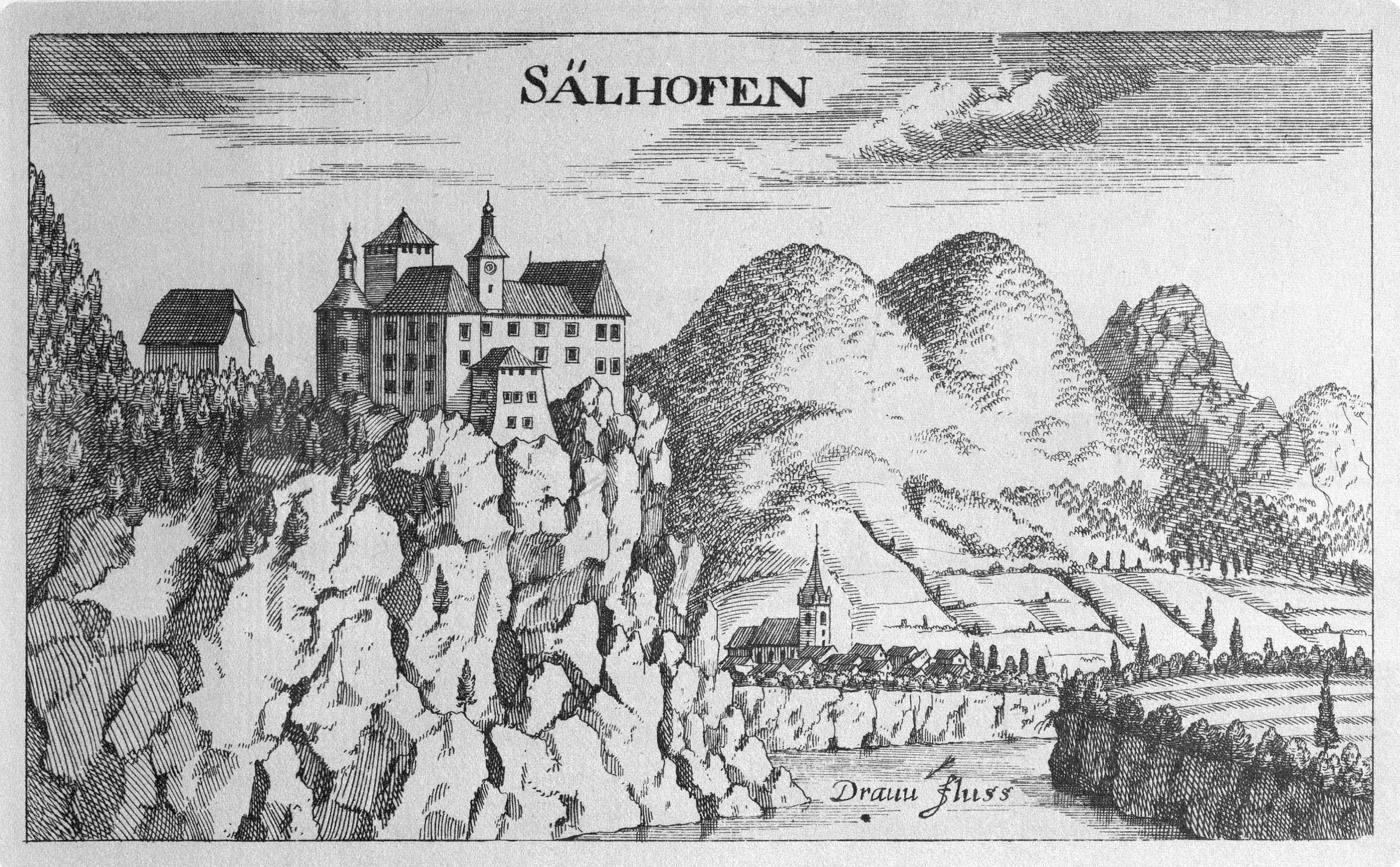
Burg Saldenhofen / Vuzenica (Saldenhofen)
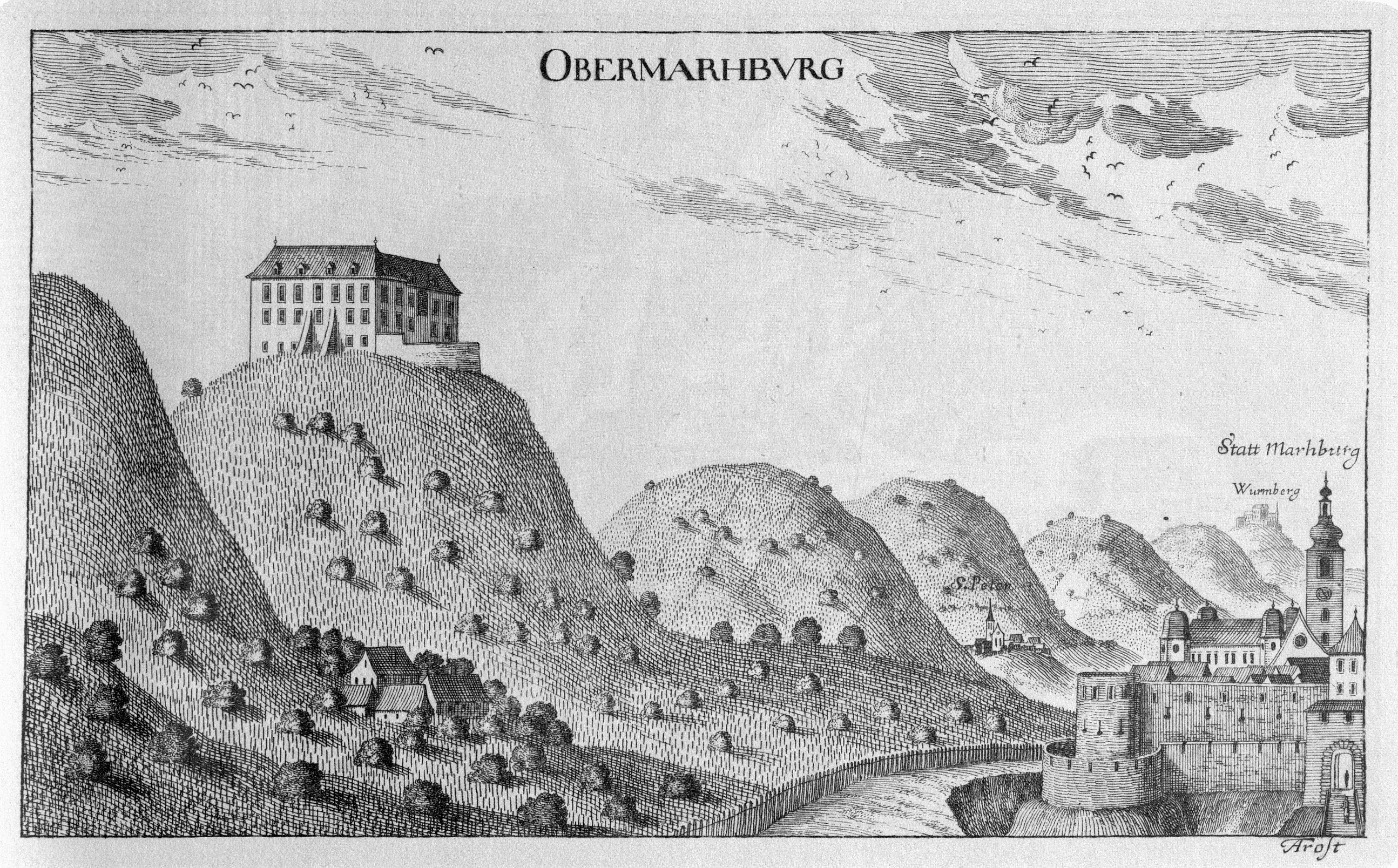
Obermarburg mit Marburg an der Drau
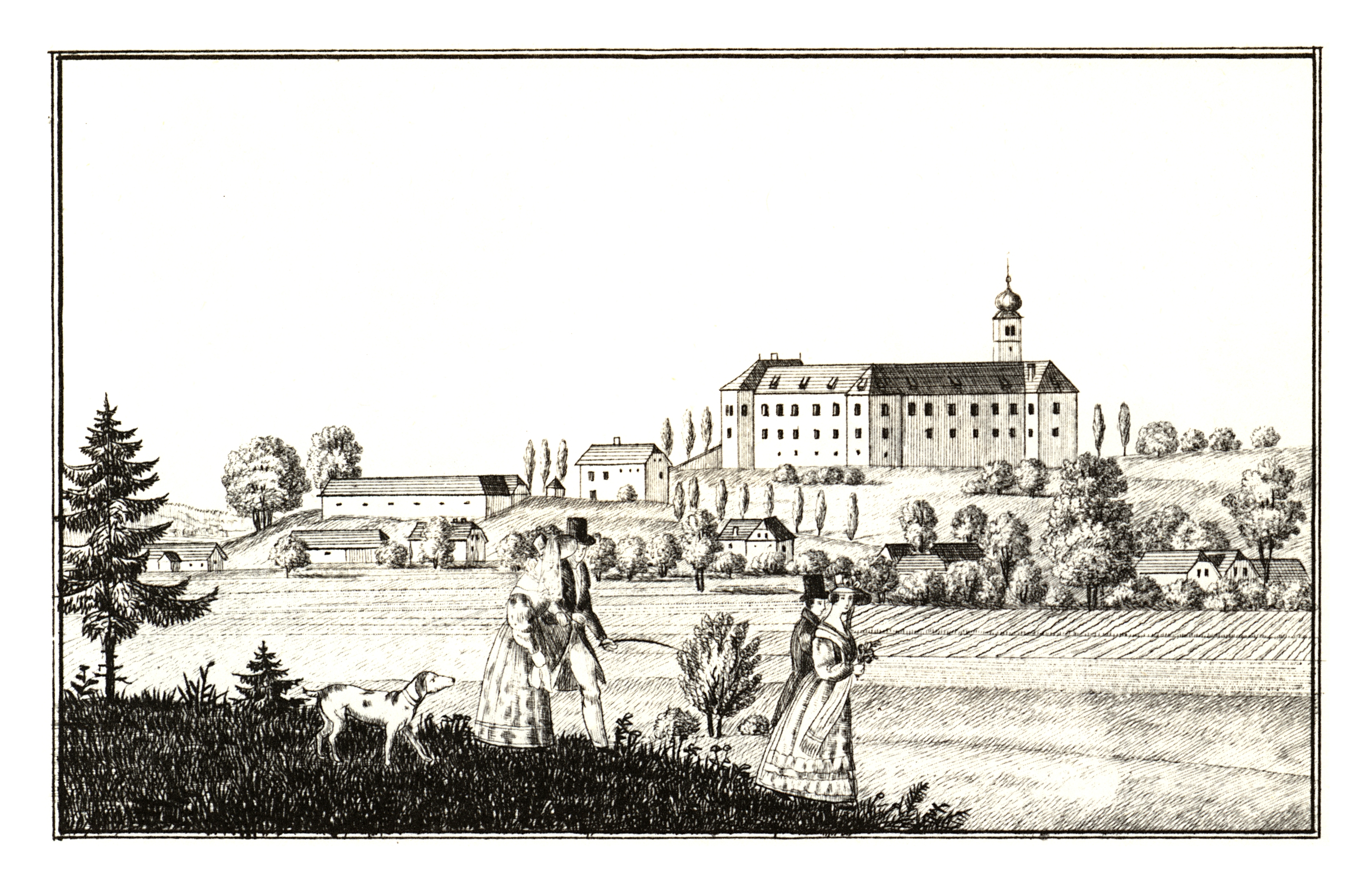
Schloss Weinburg
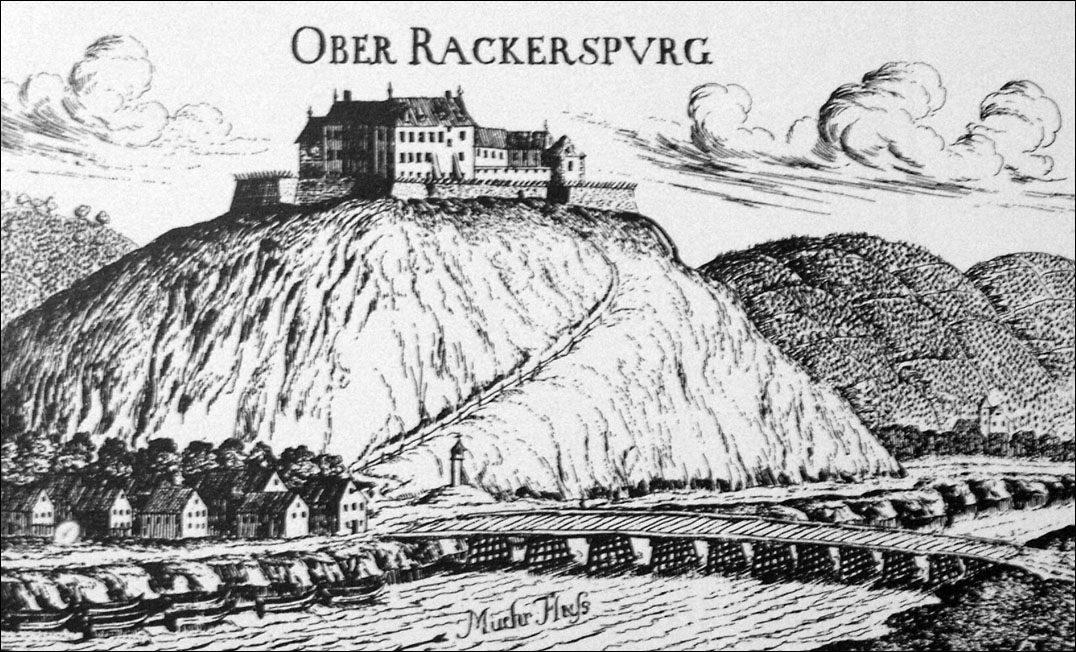
Schloss Oberradkersburg

## Information
- Die Daten zu diesem Artikel wurden aus der Von Graben Forschung von Matthias Laurenz Gräff übernommen.[24]